# Pas oublié
Pour plus de détails, voir Fiche technique et Distribution.
Pas oublié (忘れられぬ人々, Wasurerarenu hitobito) est un film japonais de Makoto Shinozaki sorti en 2000.

## Synopsis
Kijima, Ito et Murata se sont connus lors de la Seconde Guerre mondiale, ils ont combattu ensemble dans le Pacifique sur l'Île de Peleliu. À bientôt 80 ans, ils continuent à se voir et à garder des souvenirs vifs et douloureux de leur jeunesse de soldats de l'armée impériale japonaise. Kijima s'est retiré dans une petite maison isolée et cultive son jardin après une vie dissolue de yakuza. Ito vit chez sa fille, il fait la connaissance fortuite dans un bus de Koharu, une professeur d'ikebana a qui il entreprend de faire la cour. Murata tient un petit bar avec sa femme Shizue mais cette dernière est atteinte par un cancer et les avis des médecins sont pessimistes. À l'hôpital, Shizue fait la connaissance de Yuriko, une infirmière qui se trouve être la petite fille de Kanayama, le meilleur ami de Murata, mort lors de la bataille de Peleliu. Ce dernier se rend pour la première fois à une réunion des anciens combattants pour la rencontrer.
Bientôt, la vie des trois amis est chamboulée par les membres d'une secte religieuse, qui sous couvert de l'entreprise Utopia Corporation, s'en prennent aux personnes âgées et fragiles pour les escroquer. C'est le cas de Heihachi Murata très perturbé par la mort prochaine de sa femme et de Koharu, l'amie d'Ito qui bascule dans la folie. De leur vengeance sanglante envers le patron d'Utopia Corporation, seul Murata s'en sort vivant.

## Fiche technique
- Titre : Pas oublié
- Titre original : 忘れられぬ人々 (Wasurerarenu hitobito?)
- Titre anglais : Not Forgotten
- Réalisation : Makoto Shinozaki
- Scénario : Makoto Shinozaki et Ryo Yamamura
- Photographie : Kazuhiro Suzuki
- Montage : Nobuko Tomita
- Musique : Little Creatures
- Producteur : Naoki Kai, Yuji Sadai et Katsuichi Sawai
- Sociétés de production : Bitters End
- Pays d'origine :  Japon
- Langue : japonais
- Format : couleur — 2,35:1 — 35 mm
- Genre : drame
- Durée : 120 minutes[1]
- Date de sortie :
  - Canada : 4 octobre 2000 (Festival international du film de Vancouver)
  - Japon : 23 décembre 2000 (Tokyo Filmex) — 15 septembre 2001 (sortie cinéma)[1]

## Distribution
- Tatsuya Mihashi : Kijima
- Tomio Aoki : Tamio Ito
- Minoru Ōki : Heihachi Murata
- Keiko Utsumi : Shizue Murata, sa femme
- Akiko Kazami : Koharu
- Masumi Sanada : Yuriko Kanayama
- Masashi Endō : Hitoshi
- Saburō Shinoda : Akutsu, le directeur / gourou de Utopia Corporation
- Sō Yamanaka : Kijima jeune

## Récompenses
- 2000 : Prix d'interprétation masculine pour Tomio Aoki, Minoru Ōki et Tatsuya Mihashi au festival des trois continents[2]
- 2000 : Prix d'interprétation féminine pour Akiko Kazami au festival des trois continents[2]
- 2000 : Prix Dragons & Tigers au Festival international du film de Vancouver
- 2002 : Prix du film Mainichi du meilleur acteur pour Tatsuya Mihashi